# Metalype uncatissima
Metalype uncatissima är en nattsländeart som först beskrevs av Lazar Botosaneanu 1970.  Metalype uncatissima ingår i släktet Metalype och familjen tunnelnattsländor. Inga underarter finns listade i Catalogue of Life.